# Rudolf Wilczek
Pour les articles homonymes, voir Wilczek.
Rudolf Wilczek, né le 1er novembre 1903 à Cierpisz, Voïvodie de Cracovie, mort le 19 mai 1984 à Bruxelles, est un botaniste polonais, installé en Belgique après la Seconde Guerre mondiale où il poursuit sa carrière au Jardin botanique de l'État à Bruxelles.
Il étudie la flore de l'Afrique centrale, et, les mousses de la période du Pléistocène, avant de se spécialiser dans l'étude du genre Bryum.

## Biographie

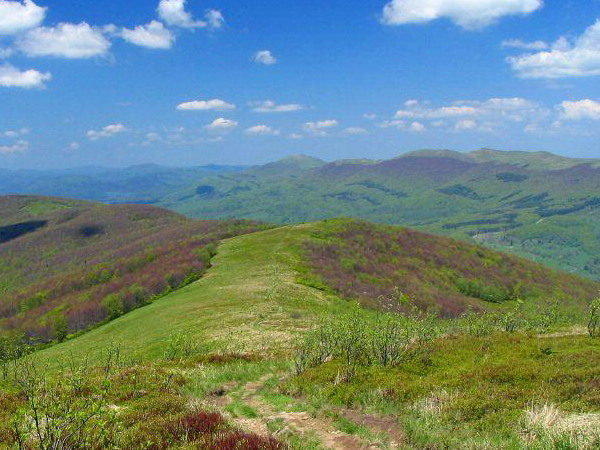
Carpates orientales extérieures en Pologne (Bieszczady-Poloniny)

En 1924, il est diplômé à Wejherowo, puis étudie à l'Université Jan Kazimierz à Lwów, dans laquelle il s'oriente vers la systématique, en bryologie. 
Août 1927, Rudolf Wilczek participe à l'expédition de l'Institut de Systématique et de Morphologie végétal à l'Université Jan Kazimierz de Lwów, dirigé par le professeur Władysław Kulczyński, pour l'étude des bryophytes, dans les Tchornohora, Carpates orientales. En 1927-1928, il est assistant à l'Université d'Agronomie (en) de Dublany.
En 1932, il obtient son doctorat, et en mars, il est professeur de collège et de lycée à Mysłowice, et travaille au Musée de la Silésie à Katowice, pour lequel il participe, du 12 juin au 23 août 1937, à la première expédition scientifique polonaise au Groenland, dirigée par le professeur glaciologue Alexandre Kosiba (en) (1901–1981), pour des observations botaniques.
En 1939, il combat dans la campagne de septembre comme lieutenant d'artillerie, et passe quelques années dans le camp de prisonniers de guerre à Murnau en Haute-Bavière. Après sa libération, il va en juillet 1945 en Belgique retrouver sa femme et sa fille, puis s'installe définitivement à Bruxelles où il réalise pendant 39 ans d'importants travaux scientifiques.
Il rencontre Fernand Demaret au Jardin botanique de l'État à Bruxelles, avec qui il travaille et se lie d'amitié.
De 1947 à 1968, pendant 21 ans, il effectue un travail important sur la flore de l'Afrique centrale, Congo belge et Ruanda-Urundi (actuels Congo Kinshasa, Rwanda et Burundi), avec sur la flore du Congo Kinshasa, 87 genres et 699 espèces, pour un total de 320 taxons de la flore de l'Afrique portent le nom de R. Wilczek ; il n'a jamais eu l'occasion de voir les plantes sur lesquelles il travailla dans leur patrie africaine.

## Taxons
Exemples :
- Vigna radiata (L.) R. Wilczek, 1954
- Flabellariopsis R. Wilczek, 1955
- Apodostigma R. Wilczek, 1956
- Robynsiophyton R. Wilczek, 1953
- Crotalaria bredoi R. Wilczek, 1953
- Adenodolichos R. Wilczek, 1954
- Maerua elegans (en) R. Wilczek
- Beilschmiedia wilczekii

## Sources
- (pl)[PDF] « Wiadomosci Botaniczne, 1986 »(Archive.org • Wikiwix • Archive.is • Google • Que faire ?) Dr Rudolf Wilczek
- Fernand Demaret, « Rudolf Wilczek (1903-1984) », Bulletin du Jardin Botanique National de Belgique, vol. 55, nos 1-2,‎ 1985, p. 3-12 (ISSN 0303-9153)
- Mosses from the collection of Rudolf Wilczek in the herbarium of the Ivan Franko National University of Lviv (LW) : Catalogue, Ivan Franko National University of Lviv, Ukraine, 2011, 175 p.  (ISBN 9789666138104)